# Richard Denison (9e baron Londesborough)
Pour les articles homonymes, voir Denison.
Richard John Denison, 9e baron Londesborough, (né le 2 juillet 1959) est un homme politique et pair héréditaire britannique.

## Biographie
Lord Londesborough prend place et prononce son premier discours à la Chambre des Lords en 1999, juste avant d'en être exclu en vertu du House of Lords Act 1999.
Il redevient membre de la Chambre des lords en juin 2021, il est élu par l'ensemble des membres de la Chambre des lords lors d'une élection partielle à la suite du départ à la retraite de Margaret de Mar, 31e comtesse de Mar. Il prête serment le 1er juillet 2021.

## Famille
Il épouse, en 1987, Rikki Morris, fille de J.E Morris. Ils ont 2 enfants :
- James Frederick Denison (4 juin 1990 - )
- Laura Rose Denison (1992 - )

## Distinctions

### Décorations
- Territorial Decoration
- Médaille du jubilé d'or d'Élisabeth II (6 février 2002)
- Médaille du jubilé de diamant d'Élisabeth II (6 février 2012)
- Médaille du jubilé de platine d'Élisabeth II (6 février 2022)
- Médaille du couronnement de Charles III (6 mai 2023)